# Бодров, Сергей Владимирович
Серге́й Влади́мирович Бодро́в (род. 28 июня 1948, Хабаровск, РСФСР, СССР), также известный как Серге́й Бодро́в-старший, — советский и российский кинорежиссёр, сценарист, продюсер и киноактёр. Двукратный номинант на премию «Оскар» за фильмы «Кавказский пленник» (1996) и «Монгол» (2007). Также является сосценаристом фильма «Восток-Запад» (1999), который тоже номинировался на «Оскар».
Отец актёра и кинорежиссёра Сергея Бодрова-младшего (1971—2002).

## Биография
Родился 28 июня 1948 года в Хабаровске. Имеет русские, татарские, бурятские и якутские корни. Начинал свою карьеру в качестве журналиста. В 1970 году Сергей Бодров занял третье место в конкурсе журнала «Крокодил» на лучший сатирический и юмористический рассказ.
В 1974 году окончил сценарный факультет ВГИКа (мастерская К. К. Парамоновой и Н. Фокиной). В том же году стал членом КПСС.
По его сценариям снято более двадцати фильмов. Среди его режиссёрских работ — «Непрофессионалы» (1985), специальный приз жюри на фестивале в Турине), «Катала» (1989), «СЭР» (1989), «Я хотела увидеть ангелов». Затем Сергей Бодров переехал в США, где начал работать вместе со своей женой Каролин Кавалеро.
Картина о чеченской войне «Кавказский пленник» получила в 1997 году премию «Ника» как лучший фильм года и премию Европейской киноакадемии «Феликс» за сценарий.
Сергей Бодров — автор нескольких сборников рассказов и фельетонов; во Франции издана его книга «Свобода = рай». В качестве сценариста участвовал в создании картины Режиса Варнье «Восток-Запад».
С начала 1990-х годов проживает в США.

## Семья
- Первая жена — Валентина Николаевна Бодрова, преподаватель исторического факультета МГУ.
  - Сын — актёр и кинорежиссёр Сергей Бодров-младший (27 декабря 1971 — 20 сентября 2002),  20 сентября 2002 года пропал без вести в Кармадонском ущелье во время съёмок фильма с рабочим названием «Связной».
    - Внуки: Ольга Сергеевна Бодрова (родилась 24 июля 1998), Александр Сергеевич Бодров (родился 27 августа 2002).
      - Правнучка: Любовь Сергеевна Быстрова (родилась в марте 2023 года в семье Ольги Бодровой)
- Вторая жена — Клара Михайловна Высоцкая.
- Третья жена — Айжан Беккулова, казахстанская художница и владелица художественного салона «ASSIA» в Алматы[3].
  - Дочь — Асия Сергеевна (Ася) Бодрова-Беккулова, художник-дизайнер[4].
- Четвёртая жена — Кэролин Кавальеро, режиссёр, сценарист и продюсер[5].

## Фильмография
| Год  | Название фильма                    | Роль в создании                   | Примечания                     |
| ---- | ---------------------------------- | --------------------------------- | ------------------------------ |
| 1960 | Первое свидание                    | Актёр                             | Эпизод                         |
| 1974 | Голоса войны                       | Режиссёр                          | Короткометражка                |
| 1974 | Фитиль                             | Сценарист                         | Киножурнал № 139               |
| 1978 | Баламут                            | Сценарист                         |                                |
| 1979 | Моя Анфиса                         | Сценарист                         |                                |
| 1981 | Любимая женщина механика Гаврилова | Сценарист, актёр                  | В роли матроса                 |
| 1981 | Отражение                          | Автор текста                      |                                |
| 1983 | Молодые люди                       | Сценарист                         |                                |
| 1983 | Долгий млечный путь                | Сценарист                         |                                |
| 1984 | Очень важная персона               | Сценарист                         |                                |
| 1984 | Сладкий сок внутри травы           | Режиссёр, сценарист               |                                |
| 1984 | Юрка — сын командира               | Сценарист                         |                                |
| 1985 | Не ходите, девки, замуж            | Сценарист                         |                                |
| 1985 | Мой дом на зелёных холмах          | Сценарист                         |                                |
| 1985 | Непрофессионалы                    | Режиссёр, сценарист               |                                |
| 1986 | Чужая белая и рябой                | Актёр                             | В роли военного                |
| 1986 | Я тебя ненавижу                    | Режиссёр, сценарист               | Телефильм                      |
| 1988 | На помощь, братцы!                 | Сценарист                         |                                |
| 1988 | Француз                            | Сценарист                         |                                |
| 1989 | Катала                             | Режиссёр, сценарист               |                                |
| 1989 | СЭР                                | Режиссёр, сценарист               |                                |
| 1989 | Сумасшедший                        | Сценарист                         |                                |
| 1989 | …И вся любовь                      | Сценарист                         |                                |
| 1989 | Сын                                | Сценарист                         |                                |
| 1990 | Наш человек в Сан-Ремо             | Сценарист                         |                                |
| 1991 | Райская птичка                     | Сценарист                         |                                |
| 1992 | Белый король, красная королева     | Режиссёр, сценарист               |                                |
| 1992 | Я хотела увидеть ангелов           | Режиссёр, сценарист               |                                |
| 1994 | Любить кого-то                     | Сценарист, ассоциативный продюсер |                                |
| 1995 | Записки из подполья                | Помощник режиссёра                |                                |
| 1996 | Кавказский пленник                 | Режиссёр, сценарист, продюсер     |                                |
| 1999 | Бегущий свободным                  | Режиссёр                          |                                |
| 1999 | Восток-Запад                       | Сценарист                         |                                |
| 2001 | Давай сделаем это по-быстрому      | Режиссёр, сценарист, продюсер     |                                |
| 2001 | Сёстры                             | Сценарист                         |                                |
| 2002 | Медвежий поцелуй                   | Режиссёр, сценарист, продюсер     |                                |
| 2004 | Шиzа                               | Сценарист, продюсер               |                                |
| 2005 | Кочевник                           | Режиссёр                          |                                |
| 2007 | Монгол                             | Режиссёр, сценарист, продюсер     |                                |
| 2007 | Пьяный моряк                       | Режиссёр, сценарист, продюсер     | Документальный фильм           |
| 2008 | Баксы                              | Сценарист, продюсер               |                                |
| 2008 | Истории о правах человека          | Режиссёр, сценарист, продюсер     | Киноальманах (сегмент «Голос») |
| 2008 | Мустафа Шокай                      | Сценарист                         | Эпизод                         |
| 2009 | 42. Один прорыв воображения        | Режиссёр                          | Киноальманах (1 новелла)       |
| 2010 | Дочь якудзы                        | Режиссёр, сценарист, продюсер     |                                |
| 2014 | Седьмой сын                        | Режиссёр                          |                                |
| 2014 | Прослушивание                      | Продюсер                          | Короткометражка                |
| 2014 | Дархан                             | Продюсер                          | Документальный фильм           |
| 2015 | Рыцарь кубков                      | Актёр                             | В роли Сергея                  |
| 2020 | Калашников                         | Сценарист, продюсер               |                                |
| 2022 | Дышите свободно                    | Режиссёр, сценарист               | в производстве                 |

## Награды и номинации
- 2016 — специальный приз «За вклад в российский и международный кинематограф» на 27-м кинофестивале «Кинотавр» («режиссёру, который удивительным образом совместил авторскую интонацию, увлекательность истории, желание найти общий язык с огромной аудиторией, абсолютную бескомпромиссность во всех своих картинах»)[6].
- Премия «Золотой телёнок» «Литературной Газеты» («Клуба 12 стульев») (1971).